# Frank G. Königs
Frank Gerhard Königs (* 21. März 1955 in Bochum; † 20. April 2019) war ein deutscher Wissenschaftler mit dem Arbeitsschwerpunkt Sprachlehrforschung und Fremdsprachendidaktik. Er lehrte als Universitätsprofessor allgemeine Didaktik und Sprachlehrforschung an der Philipps-Universität Marburg.

## Leben
Nach dem Abitur im Jahr 1973 studierte Königs Sprachlehrforschung, Romanische Philologie und Politikwissenschaft an der Ruhr-Universität Bochum. Im Jahr 1979 schloss er sein Studium ab und erlangte den akademischen Grad Magister Artium mit dem Prädikat „mit Auszeichnung“. Im Jahr 1981 wurde er im Fach Sprachlehrforschung mit der Note „Summa cum laude“ promoviert. Im Dezember 1983 erhielt er eine Auszeichnung von der Ruhr-Universität Bochum für seine wissenschaftliche Arbeit. Die Habilitation folgte im Jahr 1990 mit einer Arbeit zum Thema Beim Übersetzen schreibt man – übersetzt man auch beim Schreiben? Ein psycholinguistisch orientierter Vergleich zweier fremdsprachlicher Produktionsprozesse bei fortgeschrittenen deutschen Spanischlernern. Von 1990 bis 1995 war er als Dozent am Seminar für Sprachlehrforschung an der Universität Bochum tätig. Neben seiner Lehrtätigkeit nahm er mehrere Gastprofessuren in Brasilien und Chile wahr. Im April 1995 übernahm er die Professur an der Universität Leipzig für das Lehrgebiet „Methodik und Didaktik der Fremdsprachenvermittlung, insbesondere Deutsch als Fremdsprache“. Im April 1998 wurde er nach Marburg berufen und trat im Juli die Professur für „Allgemeine Didaktik und Sprachlehrforschung“ am Fachbereich Erziehungswissenschaften der Philipps-Universität Marburg an. Im selben Jahr übernahm er auch die Leitung des Informationszentrums für Fremdsprachenforschung in Marburg. Ab Januar 2000 war er außerdem Geschäftsführender Direktor des Sprachenzentrums, dessen Etablierung zum größten Teil ihm zu verdanken ist.

## Arbeit und Forschung
Königs Forschungsschwerpunkte lagen in der Didaktik und Methodik der Fremdsprachenvermittlung sowie der Psycholinguistik des Fremdsprachenerwerbs. In seinen Forschungsprojekten geht es um die empirische Ermittlung von Lernvorgängen und -prozessen und die sich daraus ergebenden Konsequenzen für den Fremdsprachenunterricht und den Zweitsprachenwerb. Auch die wissenschaftliche Beschäftigung mit Lern- und Lehrmaterial waren Schwerpunkte seiner Arbeit.
Forschungsprojekte:
- Fremdsprachenlehrerausbildung – Neue Konzepte und neue Wege,[2]
- Mehrsprachigkeit und Fremdsprachenunterricht – Multilingualism and Foreign Language Teaching,[3]
- Methodische und didaktische Entwicklungen im und für den Fremdsprachenunterricht.[4]

Von 1985 bis 1990 leitete er zusammen mit K.-R. Bausch und K. Kleppin das Projekt
- Besonderheiten des Tertiärsprachenunterrichts auf der gymnasialen Oberstufe am Beispiel des Italienischen und Spanischen.

Von 2005 bis 2010 begleitete er mit W. Hallet den wissenschaftlichen Schulversuch
- Integrative Mehrsprachigkeit an der Europaschule Gladenbach.

In über 200 Publikationen erörterte Königs das Themengebiet des Lernen und Lehrens von Fremdsprachen und versucht Antworten auf Fragen der Optimierung, Beeinflussung und Effektivierung von Lernprozessen zu geben.

## Mitgliedschaften
- Ab 1995 Mitveranstalter der jährlich stattfindenden Frühjahrskonferenz zur Erforschung des Fremdsprachenunterrichts
- Mitherausgeber der Zeitschrift Fremdsprachen Lehren und Lernen (FLuL)[5]
- Mitglied im Beirat der Zeitschrift für Fremdsprachenforschung[6]
- Mitglied im Fachverband Deutsch als Fremdsprache[7]
- Mitglied im Beirat der elektronischen Zeitschrift für interkulturelle Didaktik
- Mitglied der Redaktionsgruppe der Zeitschrift Informationen Deutsch als Fremdsprache
- Mitglied des Senats der Philipps-Universität Marburg

## Veröffentlichungen
- Übersetzen in Theorie und Praxis: Ansatzpunkte für die Konzeption einer Didaktik der Übersetzung. Groos, Heidelberg 1979.
- Normenaspekte im Fremdsprachenunterricht. Ein konzeptorientierter Beitrag zur Erforschung des Fremdsprachenunterrichts. Narr, Tübingen 1983.
- mit K. Kleppin: Der Korrektur auf der Spur. Beobachtungen und Analysen zum mündlichen Korrekturverhalten von Fremdsprachenlehrern. Brockmeyer, Bochum 1991.
- mit João Azenha: Studienbrief „Übersetzen“ (brasilianische Fassung). Goethe-Institut, São Paulo 1995.
- mit A. Bahr, K.-R. Bausch, B. Helbig, K. Kleppin, W. Tönshoff: Forschungsgegenstand Tertiärsprachenunterricht. Ergebnisse eines empirischen Projekts. Brockmeyer, Bochum 1996.
- mit E. Burwitz-Melzer, C. Riemer: Identität und Fremdsprachenlernen. Anmerkungen zu einer komplexen Beziehung. Arbeitspapiere der 33. Frühjahrskonferenz zur Erforschung des Fremdsprachenunterrichts. Sammelband. Narr, Tübingen 2013.
- mit J. Jakisch, L. Küster: Entwicklungslinien. Standpunkte der Fremdsprachenforschung. Themenheft der Zeitschrift Fremdsprachen Lehren und Lernen 42. Sammelband. 2013.
- Der Fremdsprachenlehrer im Fokus. Themenheft der Zeitschrift Fremdsprachen Lehren und Lernen 43. Sammelband. 2014.
- mit W. Hallet: Handbuch Fremdsprachendidaktik. Sammelband. Kallmeyer, Seelze-Velber 2013.
- mit W. Hallet: Handbuch Bilingualer Unterricht. Content and Language Integrated Learning. Sammelband. Kallmeyer, Seelze 2013.